# Swedish House Mafia
Swedish House Mafia is een groep van drie house-dj's en muziekproducenten. De groep bestaat uit Axwell, Steve Angello en Sebastian Ingrosso.

## Geschiedenis
Eind jaren 90 & begin 2000 brachten Axwell, Angello en Ingrosso als solo-DJ's al muziek uit. Halverwege de jaren 00 speelden zij, samen met de ook Zweedse DJ Eric Prydz, veel shows samen. Media en fans pakten dit op en gaven de vier de bijnaam "The Swedish House Mafia". Toen de groep eind 2008 officieel gevormd werd, verliet Prydz de groep om te werken aan zijn solo-carrière. 
Axwell, Steve Angello & Sebastian Ingrosso bracht samen met Laidback Luke en zang van Deborah Cox in 2009 Leave the world behind als eerste plaat uit. In 2010 werd het nummer One uitgebracht. De instrumentale versie werd omgezet in een vocaal nummer door de Amerikaanse zanger Pharrell. In week 27 werd de single tot Dancesmash uitgeroepen op Radio 538. Het nummer kreeg grote bekendheid bij het Nederlandse publiek toen Armin van Buuren hiermee opende tijdens de huldiging van het Nederlands elftal op 13 juli 2010 op het Museumplein, die rechtstreeks op de Nederlandse televisie werd uitgezonden. Het nummer werd ook gebruikt door Studio Sport Eredivisie van 7 uur op zondag, evenals in de spot voor CSI: Miami op de Vlaamse zender VT4.
Swedish House Mafia maakte in 2011 ook een remix op de Coldplay-hit Every Teardrop Is a Waterfall. In augustus 2012 werd Don't You Worry Child uitgebracht, dat tevens het laatste nummer was van Swedish House Mafia als groep. Datzelfde jaar won Swedish House Mafia een European Border Breakers Award. De European Border Breakers Awards zijn prijzen die jaarlijks worden uitgereikt aan tien jonge, veelbelovende Europese artiesten die het jaar ervoor succesvol buiten de eigen landsgrenzen debuteerden.
Op 24 maart 2013 speelde Swedish House Mafia hun laatste concert op het Ultra Music Festival in Miami tijdens hun tournee One Last Tour, die liep van november 2012 tot maart 2013. De drie dj's/producers gingen daarna afzonderlijk van elkaar door met hun vak.
In 2014 verscheen een documentaire over Swedish House Mafia, getiteld Leave the World Behind. In de documentaire worden Axwell, Steve Angello en Sebastian Ingrosso één jaar lang gevolgd door een cameraploeg. In de documentaire zijn beelden te zien van hun laatste tournee en ontstaat een beter beeld van de vriendschap tussen de drie dj's en waarom ze besloten ieder voor zichzelf verder te gaan.
Op 25 maart 2018 kwam het trio weer samen op het Ultra Music Festival in Miami, waar het trio precies vijf jaar en één dag eerder voor het laatst optrad. De drie leden hintten via hun sociale media naar een reünie. Axwell, Sebastian Ingrosso en Steve Angello riepen ook al tijdens hun Tomorrowland set dat ze er volgend jaar met Swedish House Mafia gingen staan.

## Discografie

### Albums
| Album met eventuele hitnotering(en) in de Nederlandse Album Top 100 | Datum van verschijnen | Datum van binnenkomst | Hoogste positie | Aantal weken | Opmerkingen |
| ------------------------------------------------------------------- | --------------------- | --------------------- | --------------- | ------------ | ----------- |
| Until one                                                           | 22-10-2010            | 30-10-2010            | 8               | 16           |             |
| Until now                                                           | 19-10-2012            | 27-10-2012            | 6               | 17           |             |
| One last tour - A live soundtrack                                   | 2014                  | 19-04-2014            | 57              | 1            |             |

| Album met hitnotering(en) in de Vlaamse Ultratop 200 albums | Datum van verschijnen | Datum van binnenkomst | Hoogste positie | Aantal weken | Opmerkingen |
| ----------------------------------------------------------- | --------------------- | --------------------- | --------------- | ------------ | ----------- |
| Until one                                                   | 2010                  | 30-10-2010            | 6               | 34           |             |
| Until now                                                   | 2012                  | 27-10-2012            | 6               | 39           |             |
| One last tour - A live soundtrack                           | 2014                  | 26-04-2014            | 26              | 4            |             |

### Singles
| Single met eventuele hitnotering(en) in de Nederlandse Top 40 | Datum van verschijnen | Datum van binnenkomst | Hoogste positie | Aantal weken | Opmerkingen                                                                                    |
| ------------------------------------------------------------- | --------------------- | --------------------- | --------------- | ------------ | ---------------------------------------------------------------------------------------------- |
| Get dumb                                                      | 2007                  | -                     |                 |              | als Axwell, Angello & Ingrosso / met Laidback Luke / Nr. 45 in de Single Top 100               |
| Leave the world behind                                        | 2009                  | -                     |                 |              | als Axwell, Ingrosso & Angello / met Laidback Luke & Deborah Cox / Nr. 75 in de Single Top 100 |
| One (Your name)                                               | 24-05-2010            | 24-07-2010            | 1(2wk)          | 15           | met Pharrell / Nr. 3 in de Single Top 100                                                      |
| Miami 2 Ibiza                                                 | 30-08-2010            | 25-09-2010            | 10              | 11           | met Tinie Tempah / Nr. 1 in de Single Top 100                                                  |
| Save the world                                                | 09-05-2011            | 04-06-2011            | 6               | 20           | met John Martin/ Nr. 20 in de Single Top 100                                                   |
| Antidote                                                      | 14-11-2011            | 26-11-2011            | tip8            | -            | met Knife Party / Nr. 49 in de Single Top 100                                                  |
| Greyhound                                                     | 12-03-2012            | 14-04-2012            | 18              | 7            | Nr. 12 in de Single Top 100                                                                    |
| Don't you worry child                                         | 27-08-2012            | 29-09-2012            | 5               | 20           | met John Martin / Nr. 5 in de Single Top 100                                                   |
| It's get better                                               | 2021                  | 17-07-2021            | tip28           | -            |                                                                                                |
| Lifetime                                                      | 2021                  | 24-07-2021            | tip18           | -            | met Ty Dolla $ign & 070 Shake                                                                  |
| Moth to a flame                                               | 2021                  | 23-10-2021            | 10              | 23           | Alarmschijf met The Weeknd                                                                     |
| Heaven takes you home                                         | 2022                  | 15-04-2022            | 18              | 10           | met Connie Constance                                                                           |

| Single met hitnotering(en) in de Vlaamse Ultratop 50 | Datum van verschijnen | Datum van binnenkomst | Hoogste positie | Aantal weken | Opmerkingen                                                      |
| ---------------------------------------------------- | --------------------- | --------------------- | --------------- | ------------ | ---------------------------------------------------------------- |
| Leave the world behind                               | 2009                  | 01-08-2009            | tip14           | -            | als Axwell, Ingrosso & Angello / met Laidback Luke & Deborah Cox |
| One (Your name)                                      | 2010                  | 19-06-2010            | 2               | 32           | met Pharrell / Goud                                              |
| Miami 2 Ibiza                                        | 2010                  | 09-10-2010            | 3               | 16           | met Tinie Tempah                                                 |
| Save the world                                       | 2011                  | 21-05-2011            | 5               | 20           | met John Martin                                                  |
| Antidote                                             | 2011                  | 31-12-2011            | 35              | 5            | met Knife Party                                                  |
| Greyhound                                            | 2012                  | 24-03-2012            | 9               | 14           |                                                                  |
| Don't you worry child                                | 2012                  | 22-09-2012            | 4               | 26           | met John Martin                                                  |

### NPO Radio 2 Top 2000
| Nummers met noteringen in de NPO Radio 2 Top 2000 | '15  | '16  | '17 | '18  | '19-'20 | '21  | '22  | '23  | '24  |
| ------------------------------------------------- | ---- | ---- | --- | ---- | ------- | ---- | ---- | ---- | ---- |
| Don't You Worry Child (met John Martin)           | 1808 | 1864 | -   | 1408 | -       | 1740 | 1870 | 1914 | 1866 |
| Moth to a Flame (met The Weeknd)                  | ×    | ×    | ×   | ×    | ×       | -    | 1495 | 1432 | 1686 |

1. ↑  Een '-' betekent dat het nummer niet was genoteerd, een '×' betekent dat het nummer nog niet was uitgebracht en een vetgedrukt getal geeft de hoogste notering van een nummer aan.
2. ↑  2015 was het eerste jaar met een notering voor Swedish House Mafia.

### Dvd's
| Dvd's met hitnoteringen in de Nederlandse Dvd Music Top 30 | Datum van verschijnen | Datum van binnenkomst | Hoogste positie | Aantal weken | Opmerkingen |
| ---------------------------------------------------------- | --------------------- | --------------------- | --------------- | ------------ | ----------- |
| Leave the world behind                                     | 2014                  | 13-09-2014            | 30              | 1            |             |